# Dušan Martinček
Dušan Martinček (* 19. Juni 1936 in Prešov; † 30. August 2006 in Bratislava) war ein slowakischer Komponist, Pianist und Musikpädagoge.
Martinček studierte am Konservatorium von Bratislava Klavier bei Anna Kafendová und nahm daneben privaten Unterricht in Musiktheorie und Komposition bei Alexander Albrecht, Ján Cikker und Ján Zimmer. Von 1956 bis 1961 setzte er seine Ausbildung an der Hochschule für Musische Künste Bratislava (VŠMU) bei Rudolf Macudzinski (Klavier) und Ján Cikker (Komposition) fort. Er unterrichtete ab 1973 Musiktheorie und Komposition an der Universität Trnava und von 1973 bis 1986 – in den letzten vier Jahren als Professor – an der Hochschule für Musische Künste. Ab 1986 lebte er als freischaffender Komponist. Neben Klavierwerken und Kammermusik komponierte Martinček mehrere sinfonische Werke.

## Werke
- Aria und Toccata für Klavier und Orchester
- Rhapsody für Klavier und Orchester, 1956
- Passionato, Musik für Viola und Klavier, 1959
- Sonate für Viola und Klavier, 1960
- Dialogues in the Form of Variations für Klavier und Orchester, 1961
- Simple Overture für kleines Orchester, 1961
- Valse impromptu für Orchester, 1962
- Balkan dances für Orchester, 1962
- Baladická improvizácia für Viola, 1962
- Elégia für Viola, 1965
- Passacaglia für Streicher, 1967
- 8 Klaviersonaten, 1967–81
- Hudba (Musik) für Viola und Klavier, 1978
- Symphony in memoriam Haydn, 1981
- Violinquartett, 1982–84
- Animation für 35 Solostreicher, 1983–86
- Continuities für großes Orchester, 1987–88
- Verso fine..?, 1987–97
- Communications für Violine und Klavier, 1988
- Interrupted Silence für großes Orchester, 1989–90
- Coexistences für Streichquartett, 1993
- 10 Movements für Klavier, 1992
- New Nocturnes für Klavier, 1993–94 for Piano (1993–1994)